# Sathonay-Camp
Pour les articles homonymes, voir Sathonay.
Sathonay-Camp est une commune française située dans la métropole de Lyon, au sein du département du Rhône, en région Auvergne-Rhône-Alpes.
Ses habitants sont appelés les Sathonards. Selon le recensement de 2022, la population de Sathonay-Camp est de 7 039 habitants.
Sathonay-Camp fait partie du Plateau Nord du Grand Lyon, avec les communes de Caluire-et-Cuire et Rillieux-la-Pape.
La ville résulte de la séparation en deux de Sathonay, votée par le Sénat en 1908, avec la création de Sathonay-Camp et de Sathonay-Village.

## Géographie

### Situation
Sathonay-Camp est une commune de la première couronne urbaine du Grand Lyon, située à quatre kilomètres au nord-est de Lyon.
Elle se trouve sur un plateau dans la continuité de la Croix-Rousse et de Caluire-et-Cuire, entre la rivière Saône et le fleuve Rhône.
Au nord de la commune, le vallon du Ravin marque la frontière naturelle avec Sathonay-Village, alors qu’à l’est la frontière avec Rillieux-la-Pape est marquée par la voie de chemin de fer SNCF.
L’urbanisation de Sathonay-Camp s’est développée autour du camp militaire ; l’essentiel des commerces se trouve sur les axes qui ceinturent le camp.

### Communes limitrophes
Les communes limitrophes sont Fontaines-sur-Saône, Rillieux-la-Pape et Sathonay-Village.
|                     | Sathonay-Village |                  |
| Fontaines-sur-Saône | Sathonay-Camp    | Rillieux-la-Pape |
| Fontaines-sur-Saône |                  | Rillieux-la-Pape |

### Communications

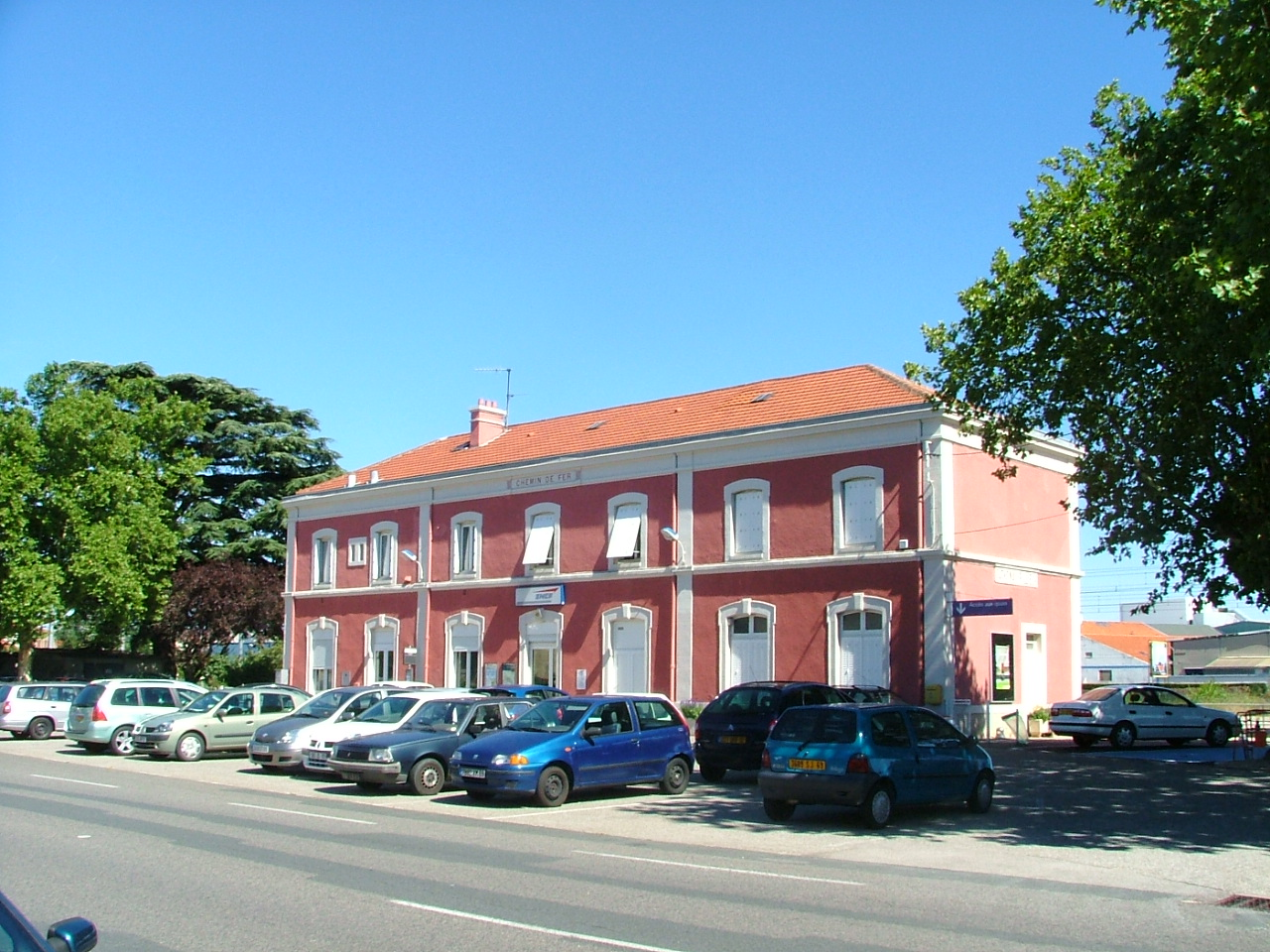
Gare de Sathonay - Rillieux

Le train permet de se rendre à Lyon en quelques minutes (à 9 minutes de la Gare de Lyon-Part-Dieu, il emprunte la ligne de Lyon-Saint-Clair à Bourg-en-Bresse.
Les transports en commun lyonnais (TCL) desservent la commune : ligne 33 vers la Croix-Rousse ou Rillieux-la-Pape, ligne 9 vers les Cordeliers, la ligne 77 qui relie Sathonay-Camp à Caluire et Fontaines-sur-Saône et la ligne ZI-4 qui relie les zones industrielles de Caluire et du Carré de Soie à Villeurbanne.
La ligne TGV Paris-Lyon passe par Sathonay-Camp, mais les trains n’y font que de rares arrêts techniques à l’approche de Lyon. Le premier tronçon de ligne nouvelle TGV a été construit entre Saint-Florentin et Sathonay-Camp. La mise en service a eu lieu en 1981.
Entre 1863 et 1953, un autre train « la Galoche » passait par la gare de Sathonay - Rillieux pour relier la Croix-Rousse à Trévoux. En 2023, ce nom de La Galoche sera repris par un café associatif installé sur la commune.

### Nature

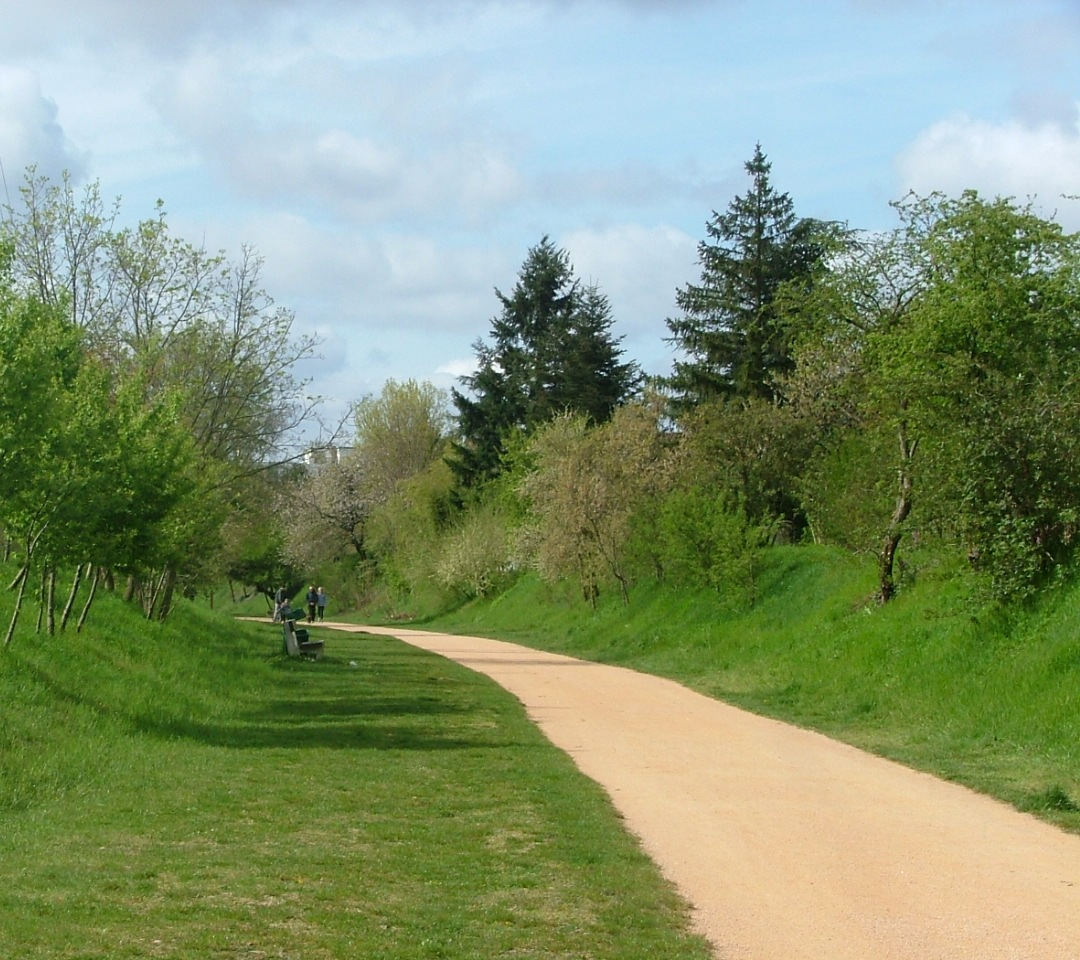
La voie verte de Sathonay-Camp à Caluire

La nature est présente avec le parc du Haut de la Combe situé à Sathonay-Camp, et la voie verte qui permet d’aller à Caluire à pied ou à vélo.
Les champs et les bois du plateau au nord-est de Lyon sont à proximité, ainsi que les Monts d'Or (notamment le Mont Cindre et le Mont Thou). Le département du Rhône a mis en place des parcours de promenades et de randonnées, deux parcours de 13,7 km et 9,6 km sont proposés au départ de la ville.
Le parc de la Tête d'or de Lyon est à dix minutes de voiture de Sathonay-Camp.
La commune dispose d'un arboretum au bout du mail de la ZAC Castellane. La Métropole de Lyon a planté 107 arbres depuis.

### Climat
Pour des articles plus généraux, voir Climat d'Auvergne-Rhône-Alpes et Climat du Rhône.
En 2010, le climat de la commune est de type climat océanique altéré, selon une étude du Centre national de la recherche scientifique s'appuyant sur une série de données couvrant la période 1971-2000. En 2020, Météo-France publie une typologie des climats de la France métropolitaine dans laquelle la commune est dans une zone de transition entre le climat semi-continental et le climat de montagne et est dans la région climatique  Bourgogne, vallée de la Saône, caractérisée par un bon ensoleillement (1 900 h/an), un été chaud (18,5 °C), un air sec au printemps et en été et des vents faibles.
Pour la période 1971-2000, la température annuelle moyenne est de 11,7 °C, avec une amplitude thermique annuelle de 17,8 °C. Le cumul annuel moyen de précipitations est de 824 mm, avec 8,9 jours de précipitations en janvier et 6,8 jours en juillet. Pour la période 1991-2020, la température moyenne annuelle observée sur la station météorologique de Météo-France la plus proche, « Lyon-Bron », sur la commune de Bron à 10 km à vol d'oiseau, est de 13,0 °C et le cumul annuel moyen de précipitations est de 820,8 mm,. Pour l'avenir, les paramètres climatiques de la commune estimés pour 2050 selon différents scénarios d'émission de gaz à effet de serre sont consultables sur un site dédié publié par Météo-France en novembre 2022.

## Urbanisme

### Typologie
Au 1er janvier 2024, Sathonay-Camp est catégorisée grand centre urbain, selon la nouvelle grille communale de densité à sept niveaux définie par l'Insee en 2022.
Elle appartient à l'unité urbaine de Lyon, une agglomération inter-départementale regroupant 123  communes, dont elle est une commune de la banlieue,,. Par ailleurs la commune fait partie de l'aire d'attraction de Lyon, dont elle est une commune du pôle principal,. Cette aire, qui regroupe 397 communes, est catégorisée dans les aires de 700 000 habitants ou plus (hors Paris),.

### Occupation des sols
L'occupation des sols de la commune, telle qu'elle ressort de la base de données européenne d’occupation biophysique des sols Corine Land Cover (CLC), est marquée par l'importance des territoires artificialisés (62 % en 2018), une proportion sensiblement équivalente à celle de 1990 (61,9 %). La répartition détaillée en 2018 est la suivante : 
zones urbanisées (39,5 %), forêts (27,2 %), espaces verts artificialisés, non agricoles (19,5 %), terres arables (10,9 %), zones industrielles ou commerciales et réseaux de communication (3 %). L'évolution de l’occupation des sols de la commune et de ses infrastructures peut être observée sur les différentes représentations cartographiques du territoire : la carte de Cassini (XVIIIe siècle), la carte d'état-major (1820-1866) et les cartes ou photos aériennes de l'IGN pour la période actuelle (1950 à aujourd'hui).

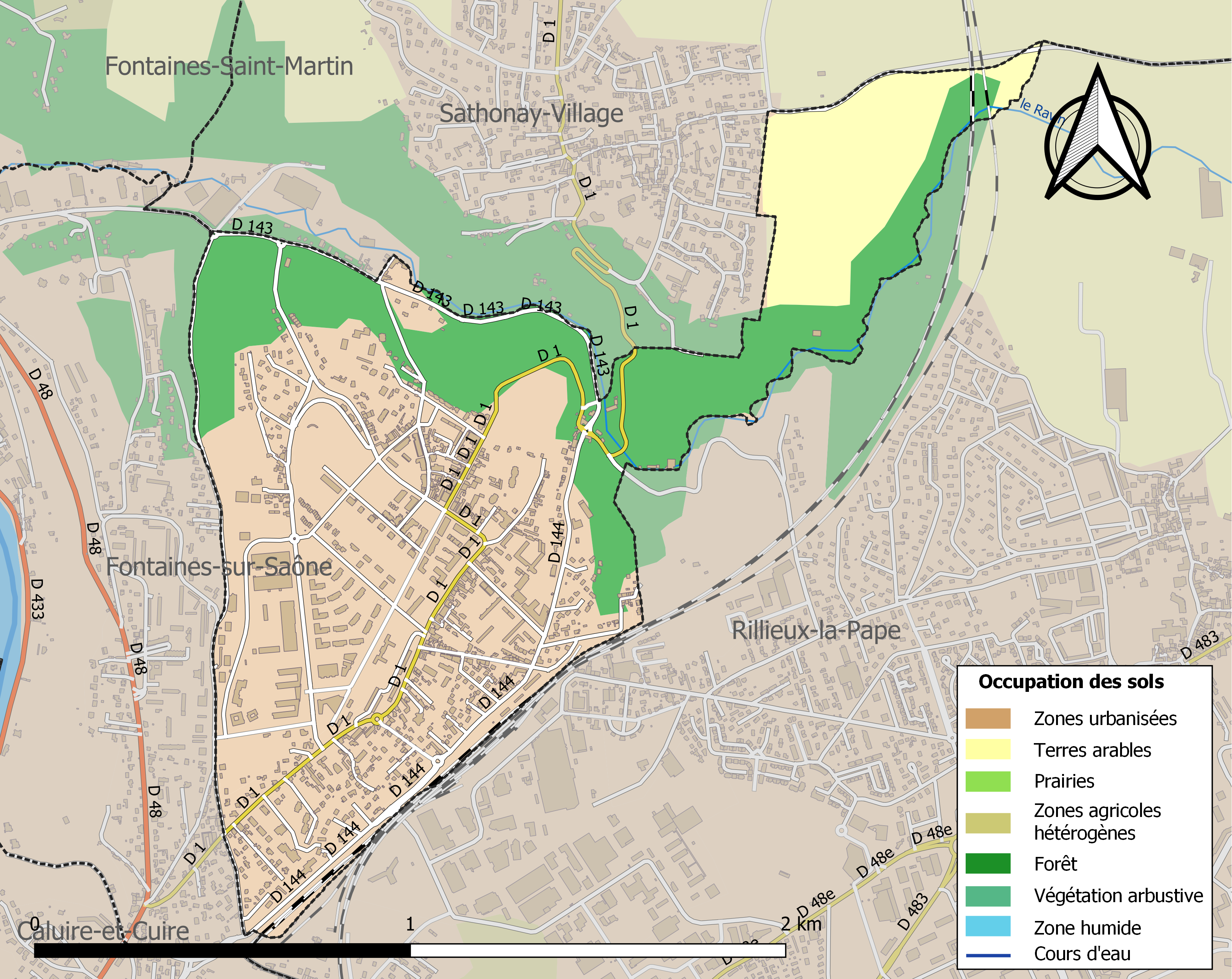
Carte des infrastructures et de l'occupation des sols de la commune en 2018 (CLC).

## Histoire

### Les origines de Sathonay
Aucune trace d'occupation n'est attestée pendant la période romaine, tant au niveau archéologique que bibliographique. En 1230, Humbert de Montluel possède des terres à Sathonay, qu’il tient en fief de l’abbaye de l'Île Barbe. Au XIIIe siècle, la seigneurie de Sathonay appartenait aux seigneurs du même nom, puis la famille Ferlay leur succéda au XIVe et XVe siècle. Son blason, noir à la croix d’argent est devenu celui de Sathonay-camp.
Plusieurs de ses fils furent moines à l’abbaye de l’Île Barbe, son suzerain. Le seigneur de Ferlay fut ensuite vassal du Dauphin de Viennois qui fit don de Sathonay au roi Philippe VI de Valois en 1342, lequel l’échangea à son tour avec le Duc de Savoie en 1354. Louis XI, en guerre contre le duc de Savoie fit ravager Sathonay et son château fort de Rivery en 1469. Ce château construit au XIIIe siècle était fortifié avec murs d’enceinte, créneaux, remparts, fossés, pont-levis. Pris, détruit et reconstruit plusieurs fois, il disparut peu de temps avant la Révolution.
Jusqu'en 1601, Sathonay est sous la domination des comtes puis ducs de Savoie, à l'exception d'une courte période allant de 1536 à 1559 pendant laquelle elle est française à la suite de l'annexion des provinces de Savoie par François Ier. Après 1559, le duc de Savoie Emmanuel-Philibert, crée la baronnie de Sathonay pour sa nièce Henriette de Savoie.
Sathonay est rattachée définitivement à la France par le traité de Lyon, signé le 17 janvier 1601, qui entérine l'échange entre le marquisat de Saluces (Saluzzo) et les provinces de Bresse et de Bugey dont Sathonay faisait partie.
La baronnie de Sathonay change encore plusieurs fois de possesseur, lorsque Jean-Claude Fay l’acquiert en 1757. Le blason de la famille Fay, d’azur avec un lévrier argent regardant un soleil d’or, est aujourd’hui l’emblème de Sathonay-Village.

#### 1858 - 1908: de Sathonay à Sathonay-Camp

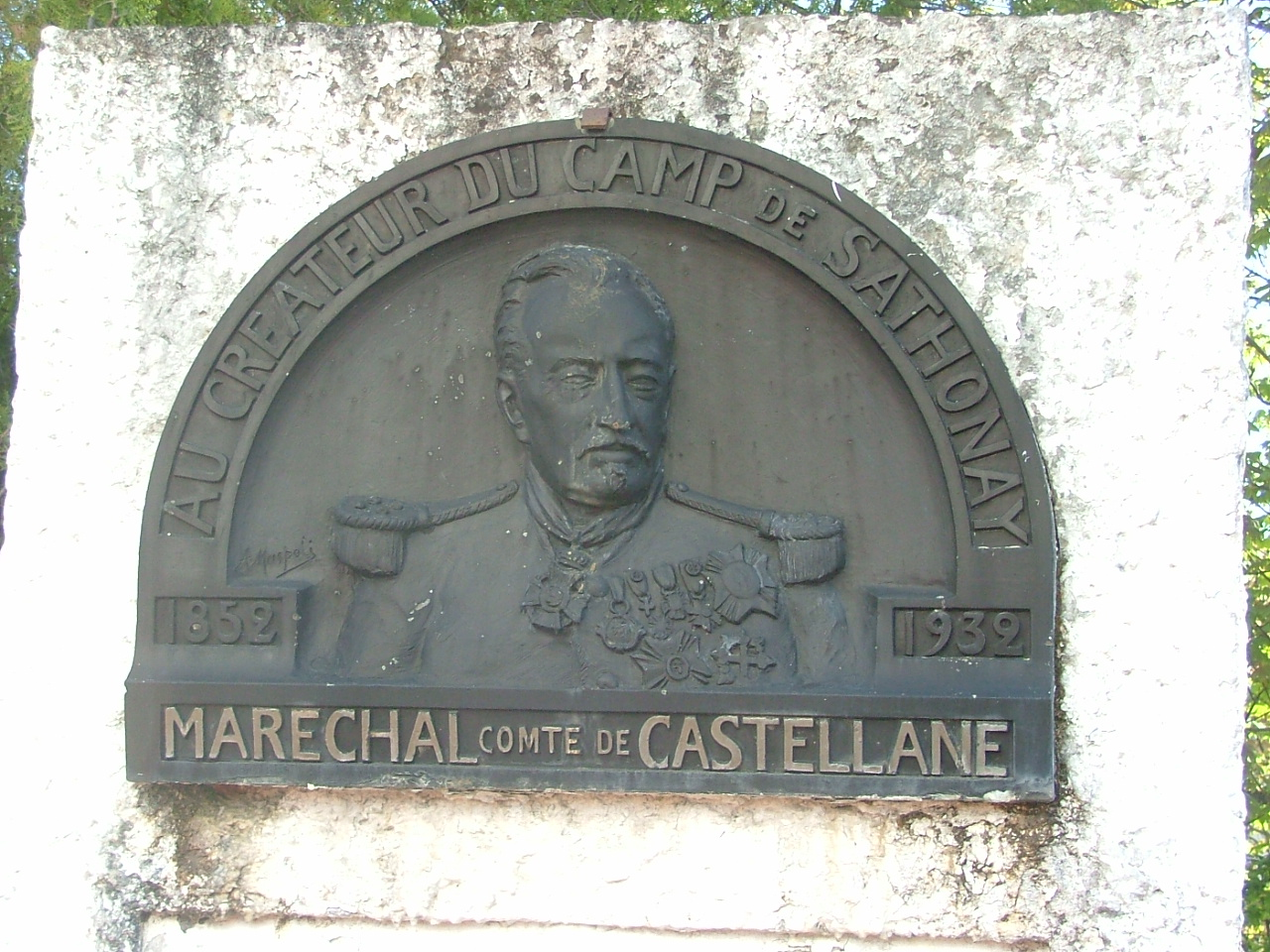
Le maréchal de Castellane, créateur du camp de Sathonay

##### 1858: création du camp militaire
Après l'avènement du prince Président (Louis-Napoléon Bonaparte), Lyon est doté d'une importante garnison. Le maréchal Boniface de Castellane, commandant militaire qui a réprimé durement les tentatives de résistance nées lors du coup d'état du 2 décembre 1851, surveille tout particulièrement la population ouvrière de Lyon et des faubourgs : Vaise, la Guillotière et surtout la Croix-Rousse et ses canuts.
En complément des casernes de la Part-Dieu, le maréchal cherche alors un terrain de manœuvres suffisamment vaste en dehors de la ville. Son choix se porte sur un plateau couvert de pâturages, situé aux abords de Fontaines-sur-Saône et de Rillieux, au sud de la commune de Sathonay (alors dans le département de l'Ain) mais séparée du village par un profond ravin.
Les aménagements commencent en 1851. Les premières troupes s’y installent le 1er juin 1853.
Progressivement, les tentes  sont remplacées par des baraques en dur. Pour faciliter la montée des troupes vers le camp, Castellane fait creuser à Caluire, en 1856, la montée des Soldats et la montée Castellane.

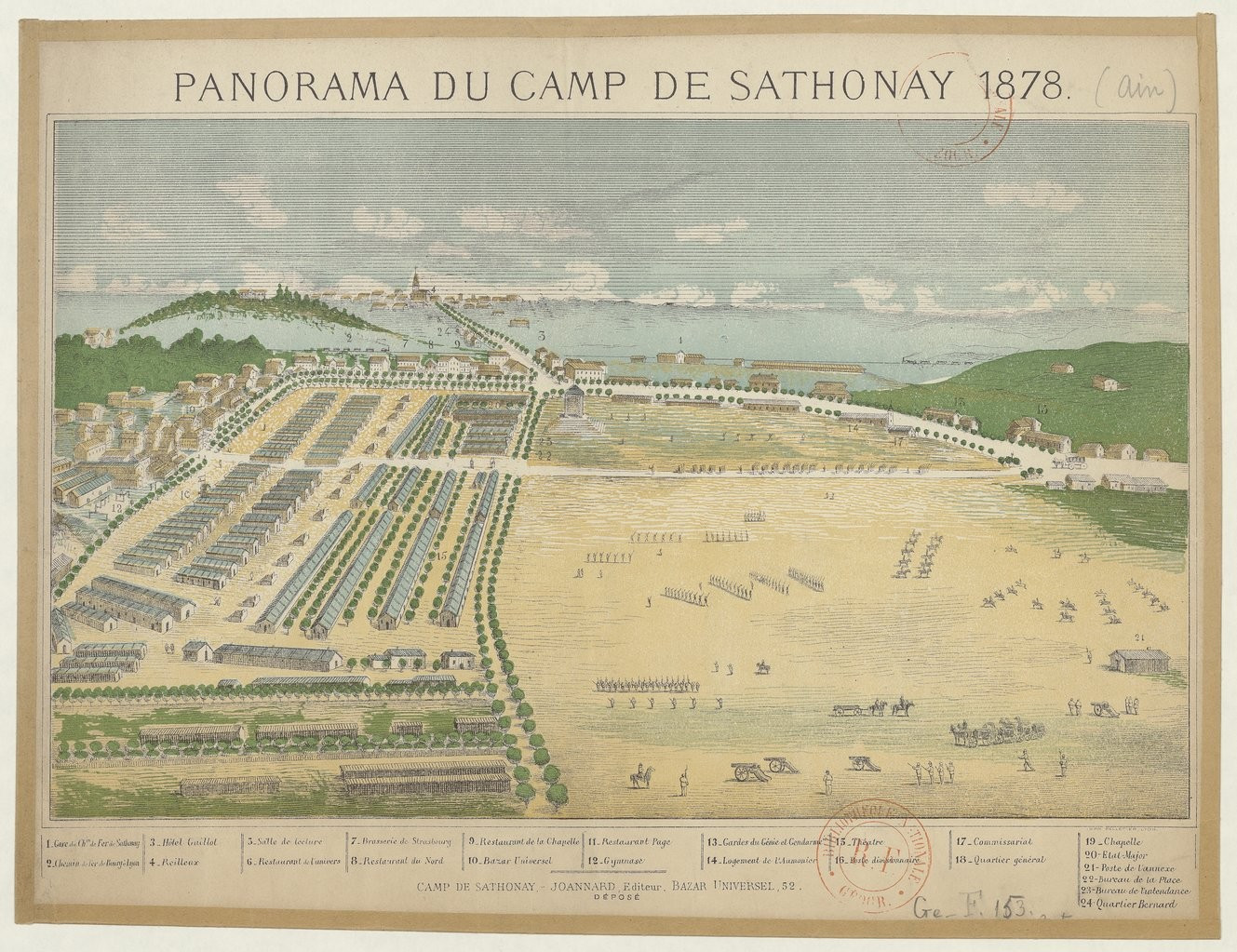
Panorama du camp de Sathonay en 1878

En 1863 une ligne de chemin de fer relie la Croix-Rousse à Sathonay, elle sera prolongée jusqu’à Trévoux.
L’ Empereur Napoléon III visite le camp en juin 1856 puis de nouveau en 1860.
Le général Canrobert successeur du maréchal de Castellane, achète les communaux de Sathonay au nom du gouvernement pour la somme de 92 000 francs.
Le camp qui occupe une superficie de 32 ha est définitivement créé en 1858, avec des baraquements en bois et en briques. Un nouveau champ de tir s'installe, en rapport avec le nouveau fusil à longue portée.
L’abbé Faivre, aumônier du camp crée en 1857 « L’œuvre des petites filles du soldat », dans le château offert par la famille de Virieu (descendante des Fay) et qui date du XVIe siècle. Dirigée par les sœurs saint Charles, l’œuvre deviendra « La maison d’enfants » de Sathonay-Village, aujourd’hui gérée par des laïcs.

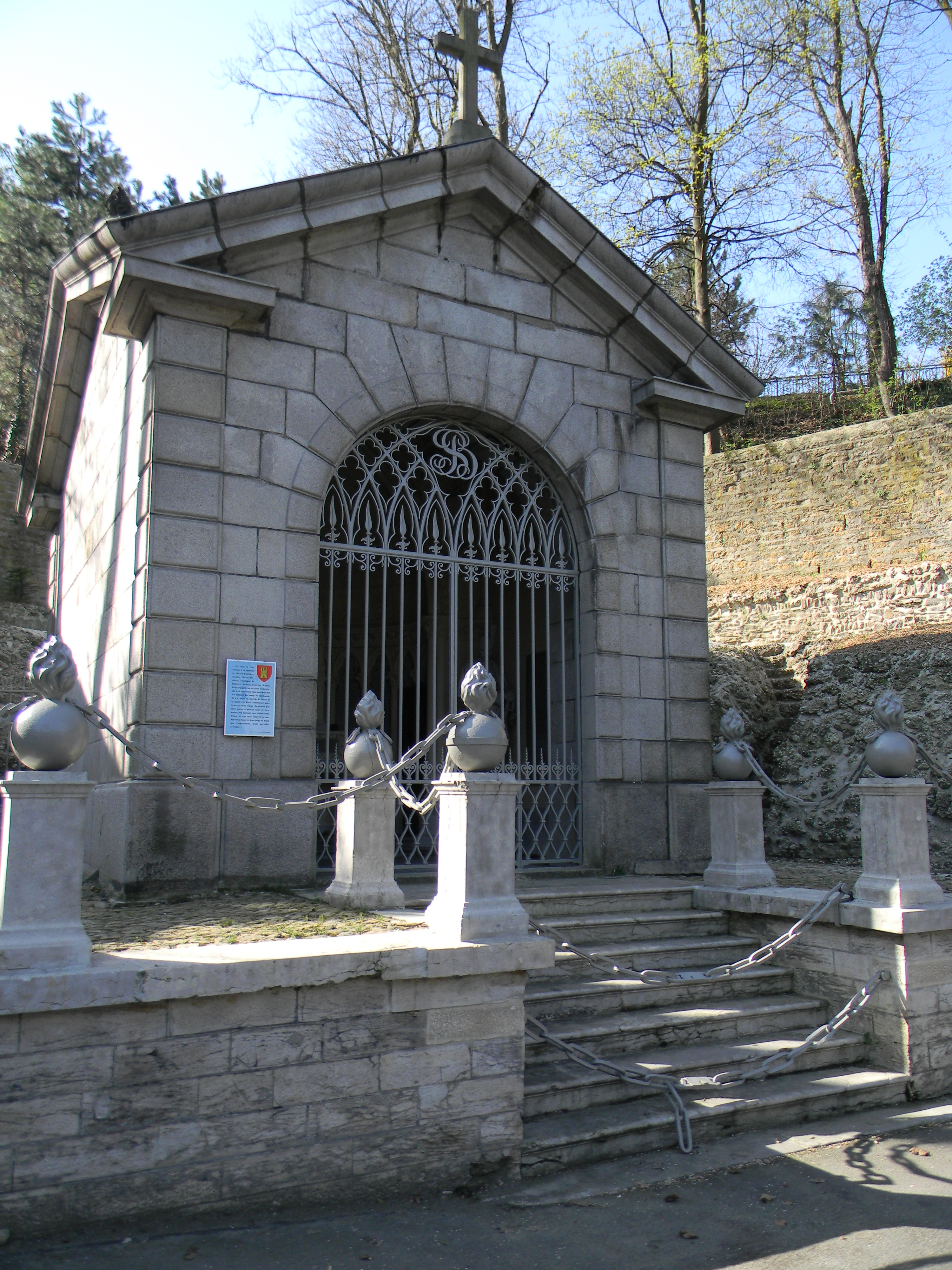
Tombeau du Maréchal Castellane, situé Montée Castellane (Caluire-et-Cuire).
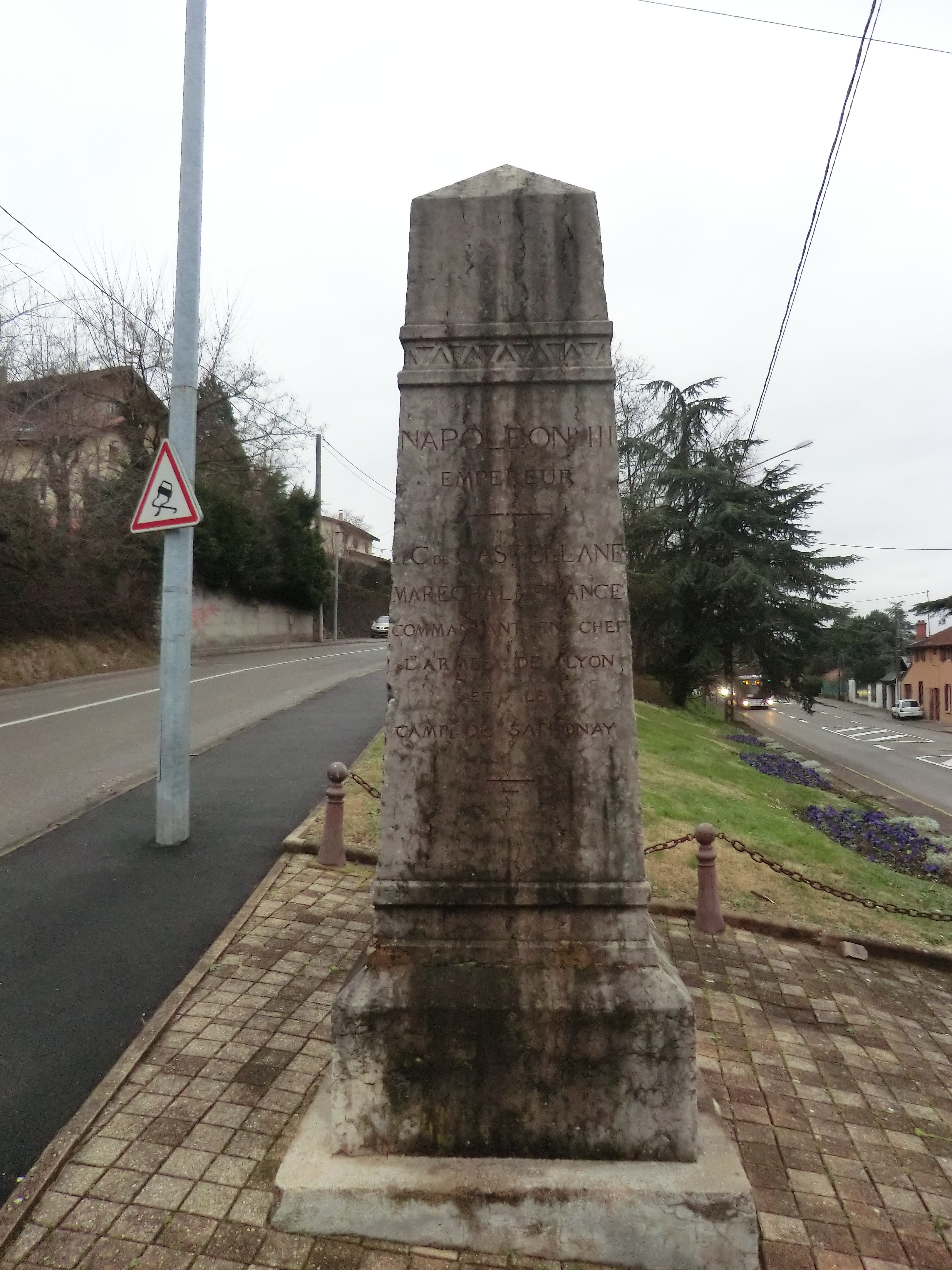
Monument commémoratif au bas de la Montée Castellane (Rillieux-la-Pape).
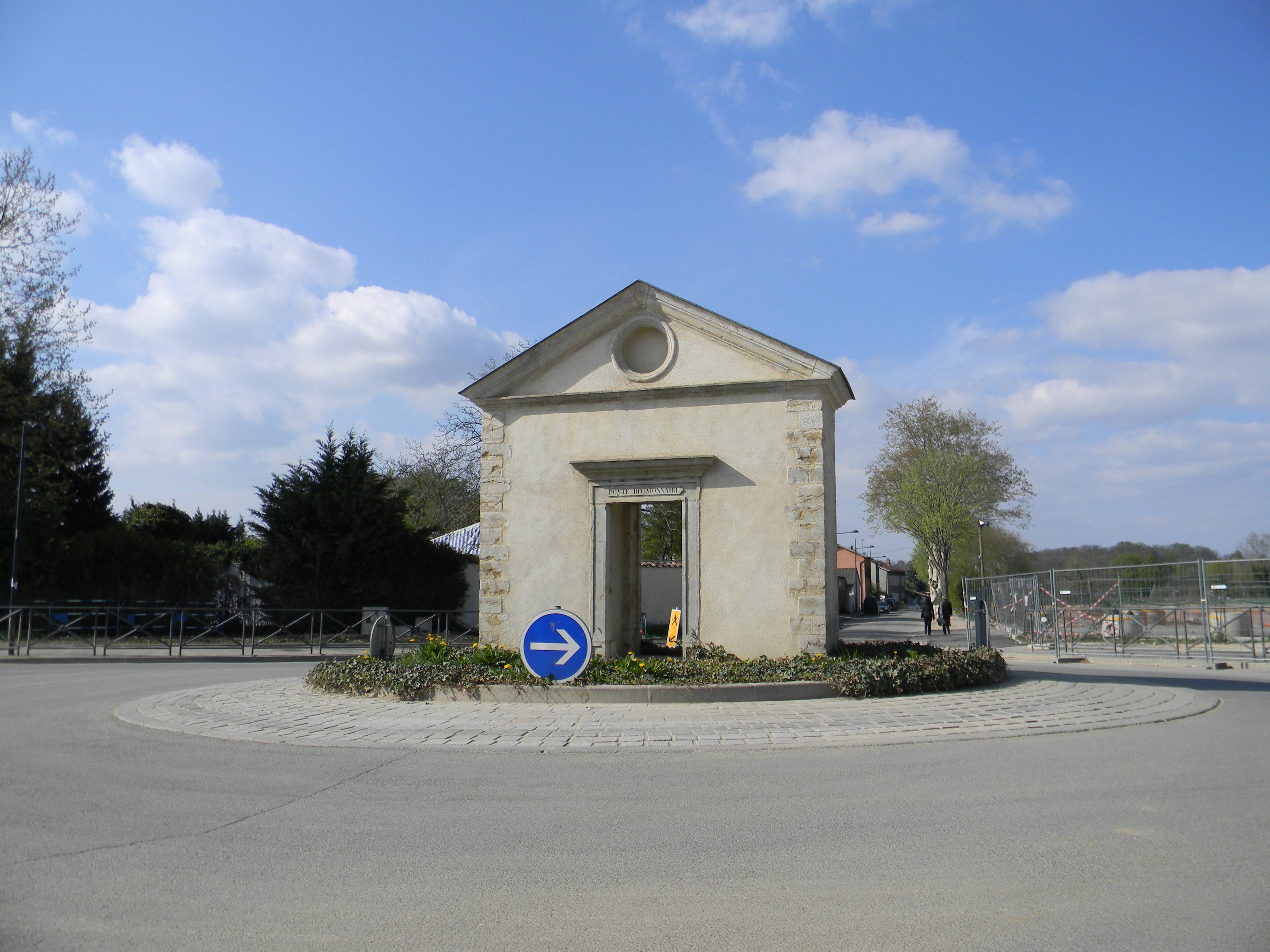
Ancien poste divisionnaire de 1877 du camp militaire de Sathonay.

Le jeudi 28 mars 1895, Félix Faure, président de la République, vient de Paris en train, pour saluer le 200e régiment d'infanterie qui s'apprête à a participer à l'expédition de Madagascar. Une avenue de Sathonay portera ensuite le nom du président, en souvenir de cette visite.

##### 1908: scission de l'ancienne commune de Sathonay en deux nouvelles communes
Au sud de la commune de Sathonay, aux alentours du camp, se forme une véritable petite ville, avec commerces, ouvriers, familles de militaires. Les commerces étant liés à la présence des militaires, on trouve de nombreux cafés, des cabarets, un cinéma, et même des maisons de tolérance.
Ce hameau du Camp de Sathonay prend une telle importance que le chef-lieu de la commune y est transféré en 1881.
Ses opinions et intérêts divergent bientôt de ceux du Village, demeuré rural, et dont il est séparé par le ravin.
La rupture est consommée : le 4 avril 1908, le Sénat vote la création de la nouvelle commune de Sathonay-Village à partir de celle de Sathonay, qui prend le nom de Sathonay-Camp.

### Depuis 1908: la commune de Sathonay-Camp

#### XXesiècle: du développement de la ville à la fermeture du camp militaire
Le Conseil d’État ne statue définitivement sur les modalités de la séparation des deux communes qu'en 1918.
En 1939 puis 1940 le camp héberge le dépôt métropolitain de la Légion Etrangère, qui après le départ des régiments de réserve mobilisés forme un bataillon de marche avec les éléments restants. Ils tentent de s’opposer à l’avance des allemands vers Lyon, le 19 juin, en même temps qu’ont lieu les combats de Chasselay.
Entre 1941 et 1942, le camp héberge le 61° RA dans le cadre de l’Armée d’Armistice.
En septembre 1942, la gare et le camp de Sathonay reçoivent un convoi de prisonniers de retour de d'Allemagne, dans le cadre de la « Relève ».
En novembre 1942, la Wehrmacht occupe le camp jusqu’en 1944. C'est à ce moment que des résistants locaux (Paul Gouailhardou, sous-officier du camp de Sathonay, ainsi que Marcel Julien et Pascal Pavani, habitants de Sathonay-Camp), participent à la création du maquis du camp Didier entre Mionnay, Tramoyes et Montluel.
En mars 1944, le camp est utilisé pour héberger un « Chantiers de la jeunesse française », dispositif mis en place par le régime de Vichy après la suppression du service militaire obligatoire.
La ville est libérée le 3 septembre 1944 (en même temps que Lyon). À la libération, le camp est à nouveau un centre d’accueil des prisonniers libérés.
En 1952, se forme un groupe Castors (mouvement d'autoconstruction coopérative). Douze candidats acquièrent le terrain situé face à la gare (l'actuelle Rue Nouvelle). Les habitants emménagent en 1954.
Par la loi n°67-1205 du 29 décembre 1967, les communes de Sathonay-Camp et de Sathonay-Village, dépendant jusqu'alors du département de l'Ain et du canton de Trévoux, sont rattachées au département du Rhône, et au nouveau canton de Rillieux, afin de leur permettre d'intégrer la communauté urbaine de Lyon, qui selon la législation en vigueur à l'époque ne pouvait regrouper que des communes du même département.
La mise en place de la communauté urbaine de Lyon est effective au 1er janvier 1969 ; Sathonay-Camp en fait alors partie.
En 1979, pour permettre le passage du TGV, des travaux sont entrepris autour de la gare. La ligne est mise en service en 1981.
Le camp militaire ferme en 1997, conséquence de la professionnalisation de l’armée.
Depuis sa création, les unités suivantes y avaient stationné :
61e régiment d'artillerie
86e régiment d'artillerie
2e et 3e régiments de Zouaves
7e et 10e régiments de cuirassiers
54e régiment d’artillerie de campagne
28e régiment de tirailleurs tunisiens
20e régiment d'infanterie (en 1871)
200e régiment d'infanterie (en 1895)
22e régiment d'infanterie de ligne, 1906 - 1914, recréé en 1966 et qui devient le 99e régiment d'infanterie de ligne
405e régiment d'artillerie anti-aérienne, créé à Sathonay en 1938 (dissous après l'armistice en juillet 1940, reformé en 1944, à nouveau dissous en 1945, reformé en 1946, dissous en 1984).
Dépôt commun des régiments étrangers 1939 - 1940 Le dépôt doit former, équiper, instruire et administrer les futures unités de Légion formées en France, notamment les 11e et 12e régiments étrangers d'infanterie ainsi que la 13e demi brigade de Légion étrangère
Centre d’instruction du Train no 158 et Ecole militaire des Armes spéciales (E.M.A.S.).
Le 1er régiment de Zouaves a aussi stationné à Sathonay en 1870
Le 99e Régiment d'Infanterie
Le 14e RCS Groupement d'Instruction

#### XXIesiècle: vers un renouveau de la ville par la reconversion de l'ancien camp militaire
La fermeture du camp libère 34 hectares de terrain près du centre-ville, soit près de 17 % de la superficie communale.
En 2006, le Grand Lyon a voté la création de la ZAC Castellane sur une partie du terrain libéré pour une durée de 11 ans à partir de 2010,. L’autre partie restant à l’État pour l’implantation d’un pôle régional de Gendarmerie -  le Groupement I/5 de Gendarmerie mobile y stationne notamment en 2012.
Le projet de reconversion du site comprend la construction de 450 logements, soit environ 1 100 habitants nouveaux, auxquels vont s’ajouter les effectifs de la gendarmerie. La population de Sathonay-Camp devrait franchir le seuil des 7 000 habitants.
Le Grand Lyon disparait le 1er janvier 2015, et laisse place à la collectivité territoriale de la métropole de Lyon. La commune quitte ainsi le département du Rhône.

## Politique et administration

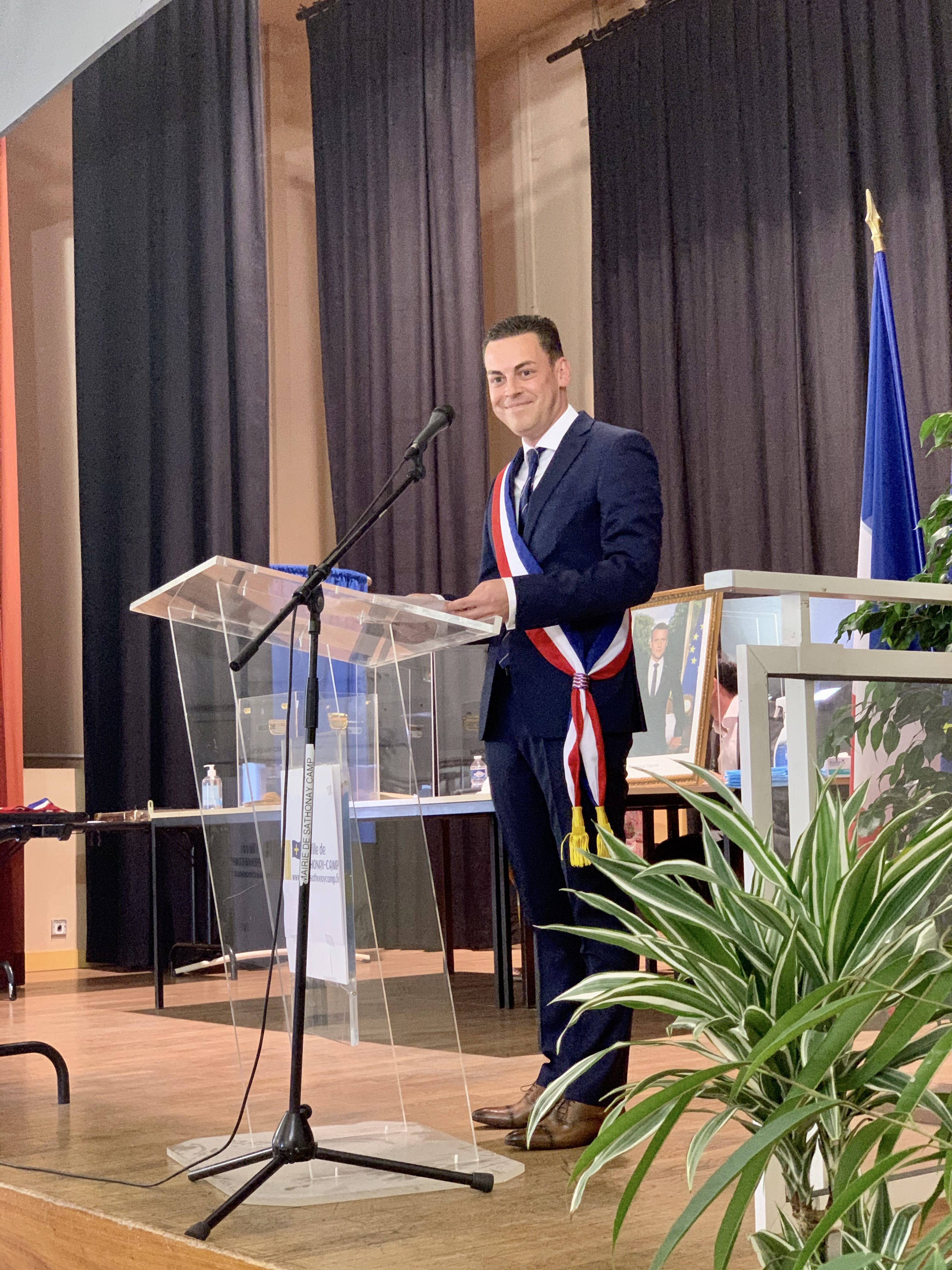
Damien Monnier, maire de Sathonay-Camp.

Les bulletins municipaux de 1959 à 2008 sont disponibles sur Internet.

## Population et société
Les chiffres présentés concernent l'ensemble de la commune de Sathonay, avant scission en Sathonay-Camp et Sathonay-Village, de 1793 à 1906 inclus, puis la seule commune de Sathonay-Camp à compter de 1911 inclus.

### Démographie
L'évolution du nombre d'habitants est connue à travers les recensements de la population effectués dans la commune depuis 1793. Pour les communes de moins de 10 000 habitants, une enquête de recensement portant sur toute la population est réalisée tous les cinq ans, les populations de référence des années intermédiaires étant quant à elles estimées par interpolation ou extrapolation. Pour la commune, le premier recensement exhaustif entrant dans le cadre du nouveau dispositif a été réalisé en 2006.

En 2022, la commune comptait 7 039 habitants, en évolution de +18,78 % par rapport à 2016 (Rhône : +3,93 %, France hors Mayotte : +2,11 %).
| 1793 | 1800 | 1806 | 1821 | 1831 | 1836 | 1841 | 1846 | 1851 |
| ---- | ---- | ---- | ---- | ---- | ---- | ---- | ---- | ---- |
| 320  | 407  | 653  | 384  | 417  | 403  | 425  | 451  | 454  |

| 1856 | 1861  | 1866  | 1872  | 1876  | 1881  | 1886  | 1891  | 1896  |
| ---- | ----- | ----- | ----- | ----- | ----- | ----- | ----- | ----- |
| 719  | 6 870 | 6 565 | 7 554 | 3 958 | 3 382 | 4 196 | 2 781 | 2 814 |

| 1901  | 1906  | 1911  | 1921  | 1926  | 1931  | 1936  | 1946  | 1954  |
| ----- | ----- | ----- | ----- | ----- | ----- | ----- | ----- | ----- |
| 3 873 | 3 776 | 3 432 | 2 433 | 2 534 | 3 794 | 4 172 | 2 419 | 3 843 |

| 1962  | 1968  | 1975  | 1982  | 1990  | 1999  | 2006  | 2011  | 2016  |
| ----- | ----- | ----- | ----- | ----- | ----- | ----- | ----- | ----- |
| 3 358 | 3 798 | 3 498 | 4 352 | 4 673 | 4 336 | 4 171 | 4 241 | 5 926 |

| 2021  | 2022  | - | - | - | - | - | - | - |
| ----- | ----- | - | - | - | - | - | - | - |
| 6 858 | 7 039 | - | - | - | - | - | - | - |

La commune de Sathonay-Camp comprend 1775 logements occupés en résidence principale, dont 35 % de logements sociaux. L’habitat collectif  représente 75 % des logements.
Le graphique suivant donne l'évolution de la population de Sathonay-Camp de 1962 à 1999. La diminution que l'on peut constater entre 1990 et 1999 est due à la fermeture du camp militaire qui est intervenue en 1997.
Le graphique qui suit donne l'évolution du nombre de résidences principales à Sathonay-Camp de 1962 à 1999. Ce nombre est en constante augmentation.
Après un nombre maximal de 93 naissances par an pendant la période 1968-1975, le nombre de naissances a diminué régulièrement pour atteindre 73 en moyenne par an pendant la période 1990-1999.

### Services publics
Les structures municipales "Aux Petits Mômes" et "L'Île Aux Enfants" accueillent les enfants de deux mois et demi à quatre ans. La commune dispose également d'un Relais Petit Enfance.
Un centre Communal d'Action Sociale assiste les Sathonards dans les domaines de l'aide légale, aide à domicile et le logement social. Une bibliothèque municipale propose la consultation d'un large choix d'ouvrages, elle a eu sa 900e inscription en 2007.
Les retraités peuvent se retrouver au Temps du Partage pour des activités diverses allant de la gymnastique, à la généalogie, à la marche, au chant ou à la danse.

### Enseignement
L'école maternelle et l'école élémentaire "Louis Regard" accueillent respectivement environ 170 enfants et 210 élèves du CP au CM2.
Le projet "Etinç'ailes" est établi sur la commune, et propose des classes de maternelle jusqu'à la 5ème pour les élèves ayant besoin d'un accompagnement personnalisé.

### Manifestations culturelles et festivités

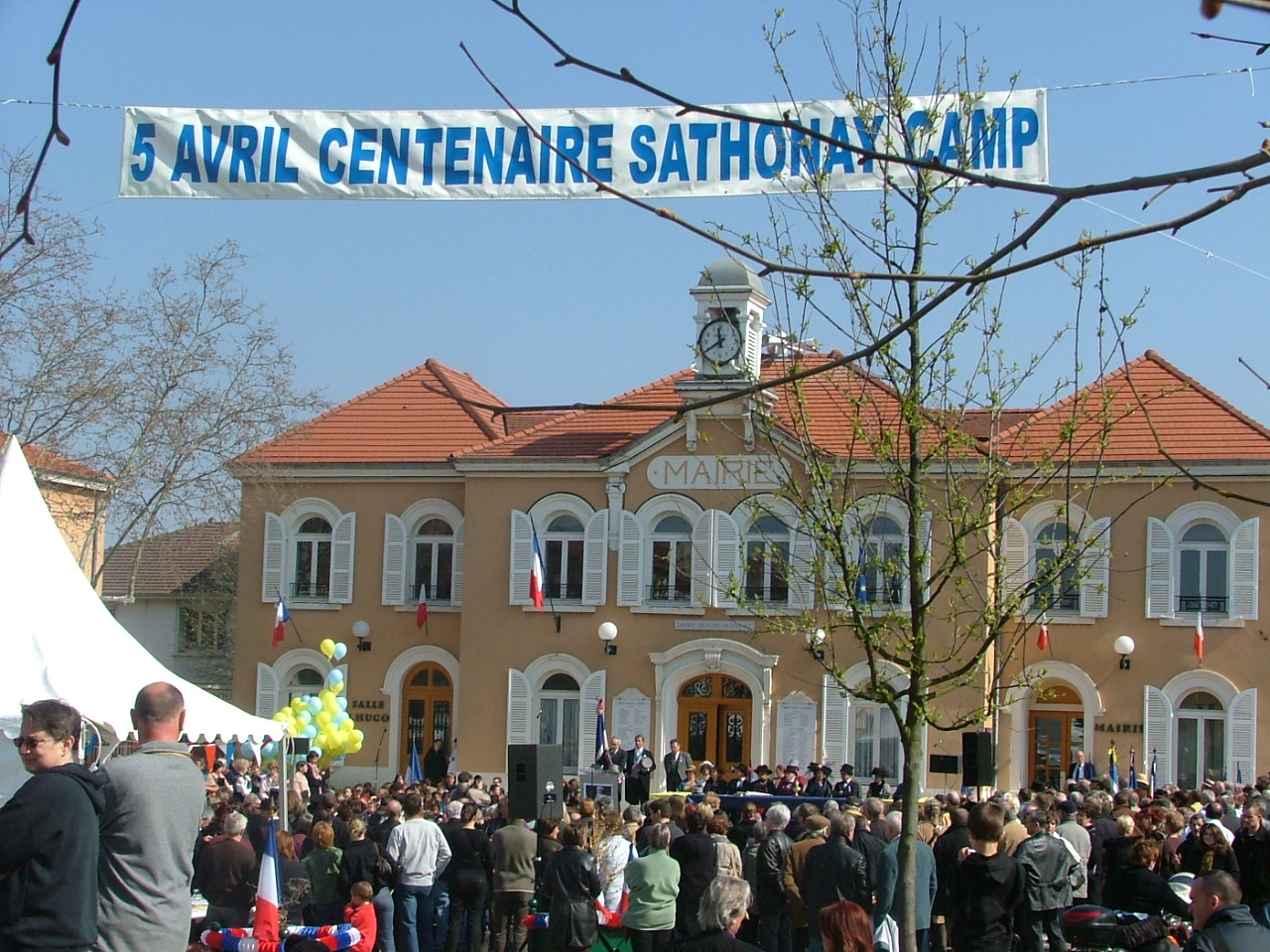
Fête du centenaire, le 5 avril 2008, sur la place Joseph Thévenot

La ville a fêté son centenaire le 5 avril 2008. Chaque année la ville organise en juin la fête de l’été et celle des feux de la Saint Jean.
Les manifestations culturelles incluent chaque année des soirées théâtre et cabaret, ainsi que des expositions d'artistes.
De 2014 à 2019, la compagnie Chariot de Thespis a organisé Chariot en Scène, grand festival de théâtre en plein air dans le parc du Haut de la Combe.

### Santé
La ville compte quatre médecins généralistes, trois dentistes, deux pharmacies, un centre paramédical, un cabinet d'orthophonie, un cabinet de kinésithérapeutes, un audioprothésiste, un cabinet d'infirmiers et un cabinet de podologie.

### Sports et loisirs

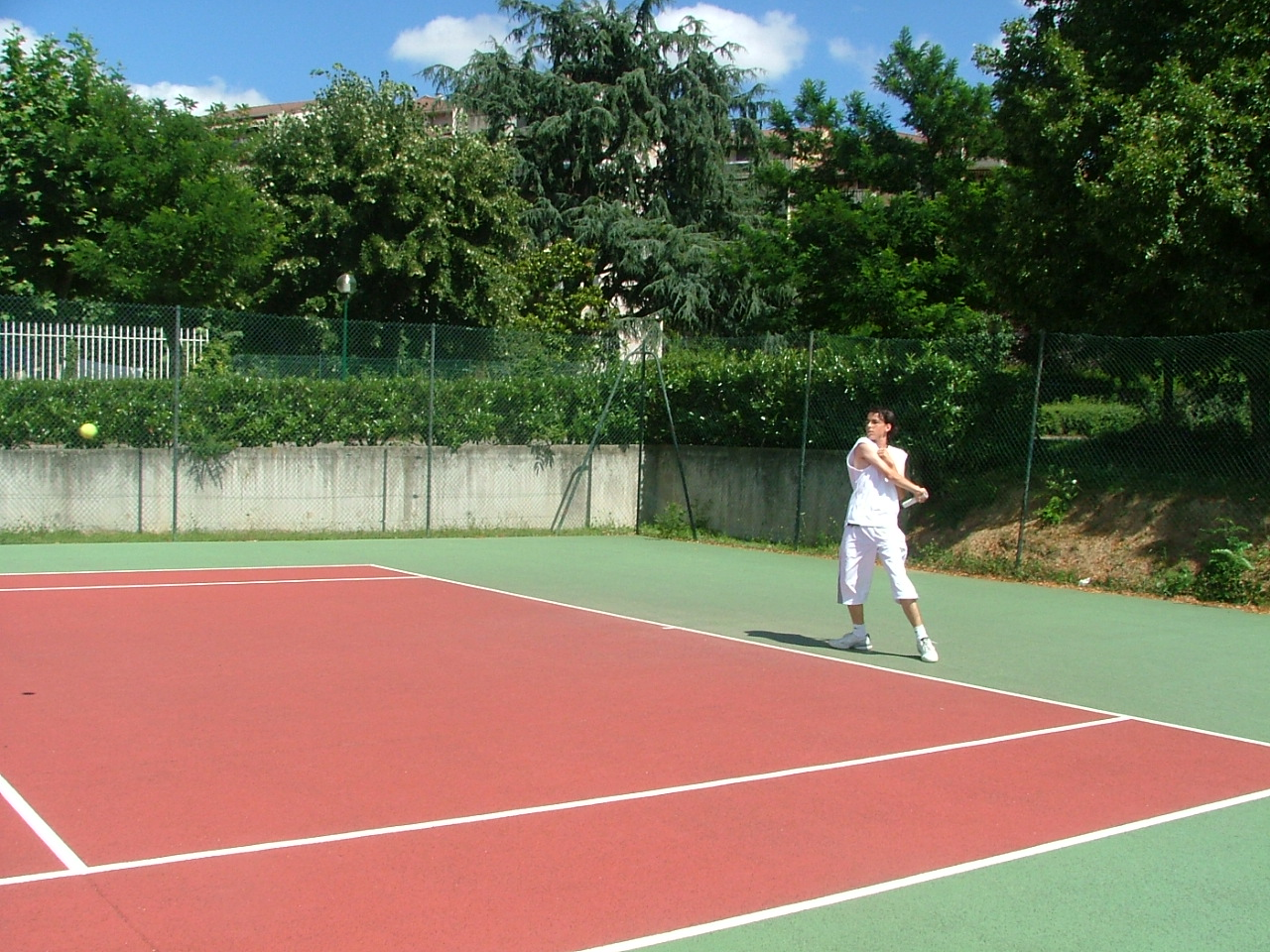
Un court de tennis à Sathonay-Camp

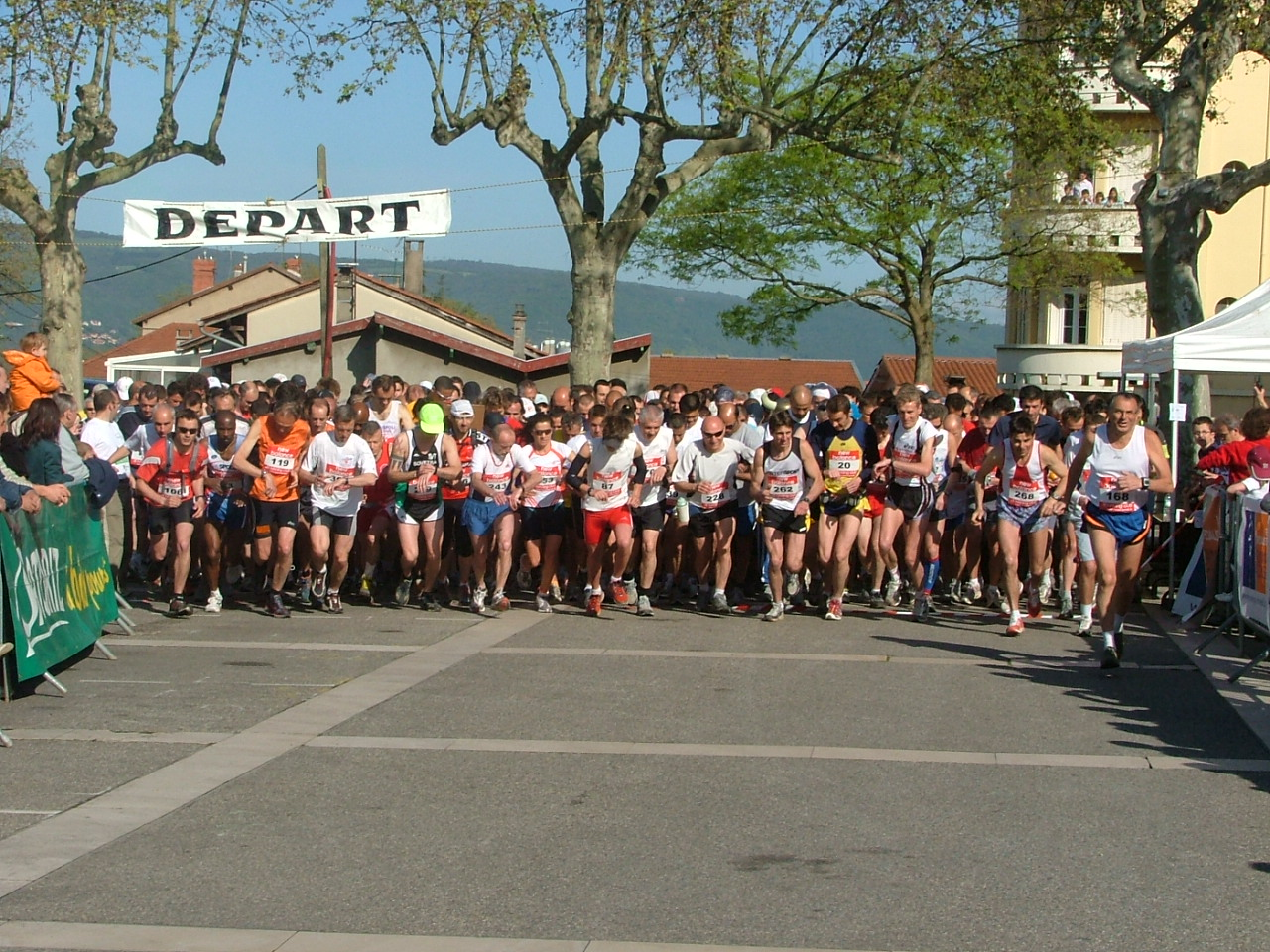
Départ de la Satho'Verte

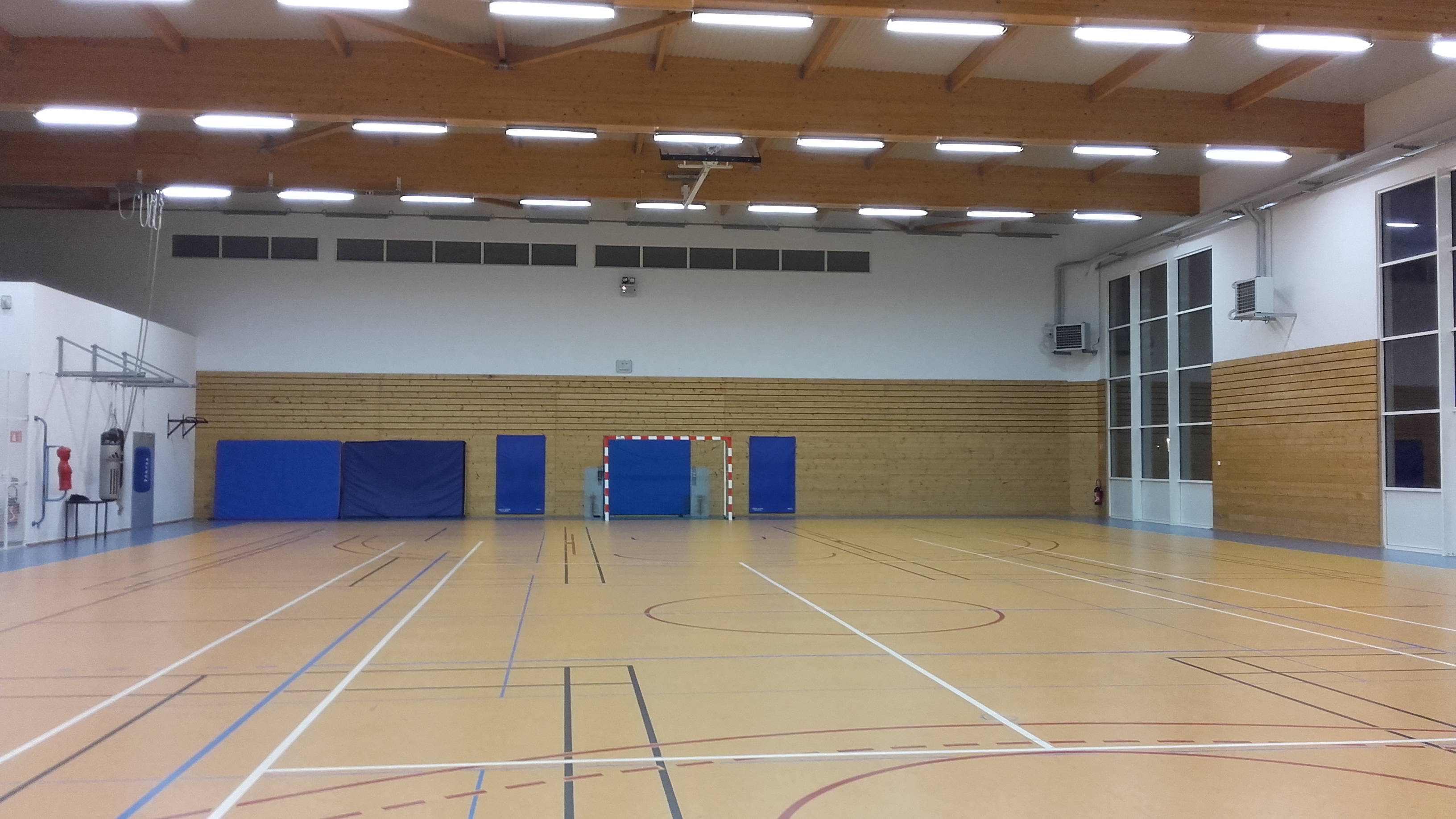
Gymnase de la gendarmerie à Sathonay-Camp

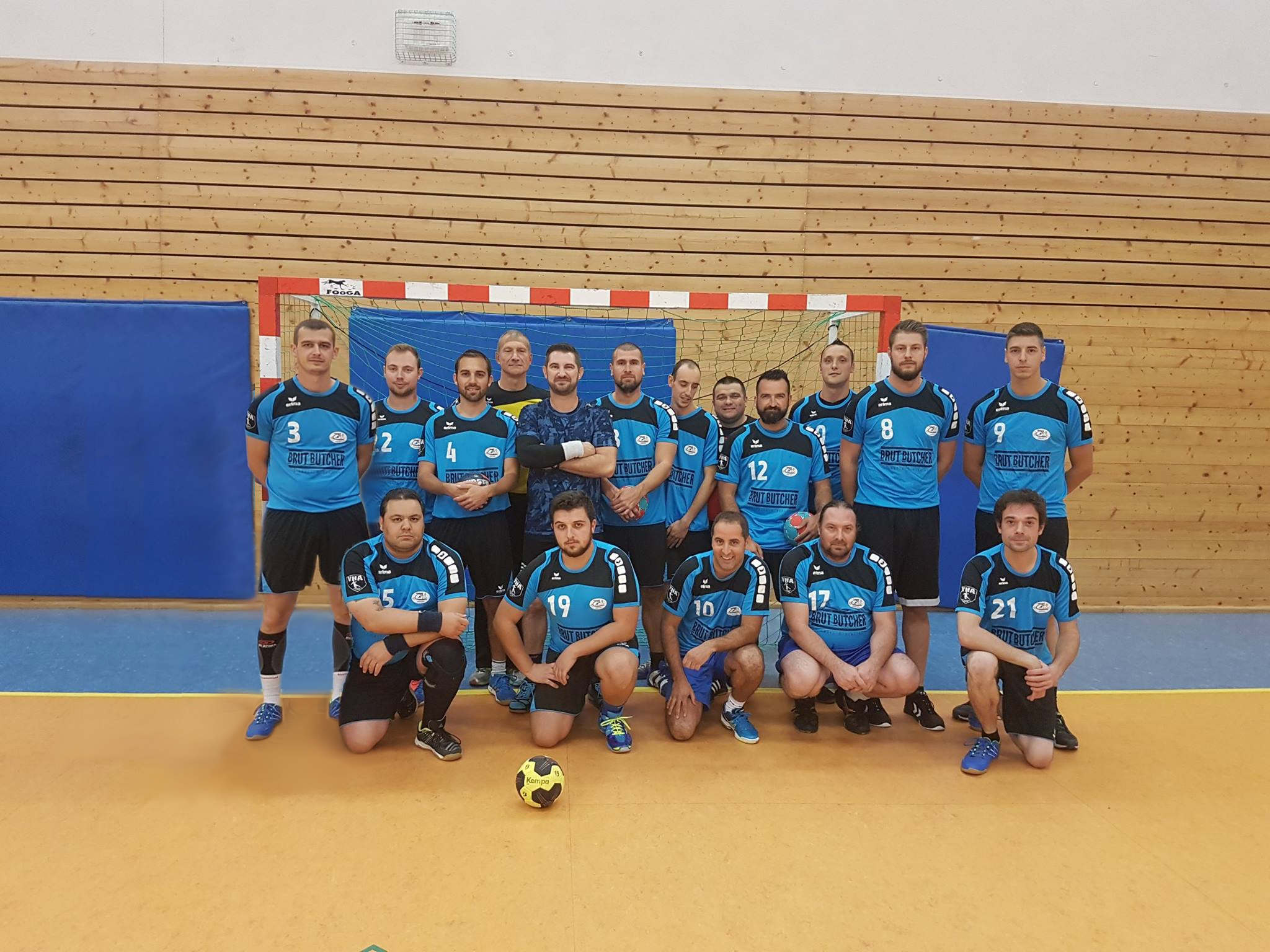
Une partie de l'effectif du club de handball de Sathonay-Camp

La ville est bien équipée pour la pratique du sport, tout particulièrement le tennis, le football, le basket-ball, la gymnastique et la pétanque.
Elle dispose de quatre courts de tennis fréquemment utilisés par toutes les tranches d’âges, des tout petits (5-6 ans) de l’école de tennis aux vétérans, en passant par les meilleurs joueurs du tennis club.
Le club de football, Olympic Sathonay Football, compte sept équipes qui peuvent évoluer sur un terrain synthétique. Le club de basket-ball, Olympic Sathonay Basket, regroupe environ 170 licenciés répartis en 13 équipes. Les gymnastes de l’Entente sportive de Sathonay-Camp disputent les championnats de France, le club a eu 6 internationales en quinze ans d’existence.
Chaque année la ville organise le 1er mai une course de 15 kilomètres, la Satho'Verte, sur des chemins et des routes communales des environs de Sathonay-Camp.
En 2016, une section handball, nommée CSLG Sathonay-Camp Handball a été créée et évolue au sein de la FFHB et au sein de la CNSD. La section fait partie de l'association Club de Sports et de Loisirs de la Gendarmerie (CSLG) de la région Rhône-Alpes. La section ne comprend qu'une seule équipe mixte de seniors rassemblant une vingtaine de licenciés, dont l'effectif est composé de gendarmes mais aussi de civils. Durant la saison 2016-2017, l'équipe seniors a participé au championnat loisirs FFHB du département du Rhône, nommé Challenge Jean-Pierre Robert (JPR) et s'est positionnée en milieu de classement pour sa 1ère saison. Durant la saison suivante, 2017-2018, l'équipe participe au championnat loisirs au sein d'une autre fédération, la FSGT et participe également au championnat militaire de la FCD (Fédération des Clubs de la Défense).
Il existait un club de rugby, l'AS Sathonay qui a disputé les quarts de finale de la coupe de l'espérance en 1919.
Le club a été battu 6-0 par le Stadoceste tarbais, futur champion de France.

### Personnalités
Avant 1908 (séparation des deux Sathonay) :
- Émile Grignard (1807-1870) fondateur et directeur de la Compagnie du chemin de fer de Lyon (la Croix-Rousse) au camp de Sathonay
- René Leprince (1876-1929), acteur, réalisateur et scénariste
- Paul Cloché (1881-1961), historien

Après 1908 (séparation des deux Sathonay) : 
- Frédéric Dugoujon (1913-2004), médecin, résistant et homme politique français
- Paul Jean Gouailhardou (1911-1944), militaire et résistant français[50], sous-officier au camp de Sathonay pendant la guerre (et habitant à Caluire)
- Marcel Julien (1898-1944), résistant français, cofondateur du maquis de Camp Didier[50]
- Joseph Mouth (1902-1945), résistant français (responsable militaire du Maquis du Camp Didier pour l’Armée Secrète), arrêté le 11 juin 1944 à Sathonay[51]. Une plaque rue Garibaldi commémore sa mémoire et une rue de la ville porte son nom
- Pascal Pavani, résistant français, adjoint de Marcel Julien au Camp Didier[52]
- Jean Degottex (1918-1988), peintre abstrait
- Mgr Maurice Gardès, archevêque d’Auch (Gers)
- Michel Rousselot, syndicaliste

### Jumelage
Depuis 2011, la commune est jumelée avec la ville de Lubin (Pologne).

## Économie

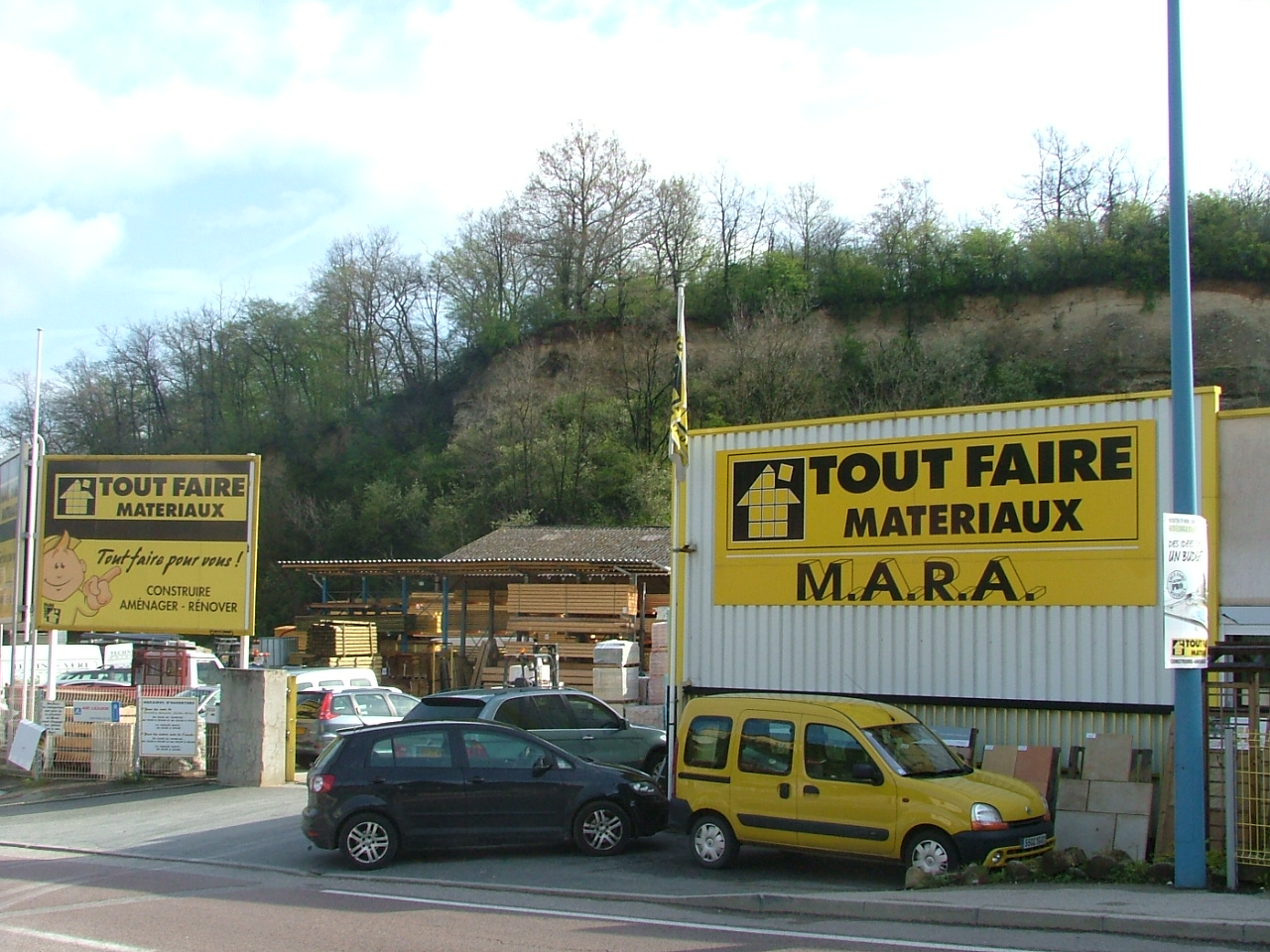
Entreprise M.A.R.A. à Sathonay-Camp

La ville compte essentiellement des petites et moyennes entreprises qui fournissent les prestations nécessaires aux sathonards : banques, restaurants, mécanique automobile, coiffure, boulangerie, boucherie, fleuriste, chauffage et sanitaire, plomberie, pressing, assurances.
L'entreprise  M.A.R.A, spécialisée dans la vente de matériaux, est d’une taille supérieure aux autres.
Entre 1998 et 2003, l'emploi salarié privé a augmenté dans les secteurs du commerce (+20) et des services aux particuliers, alors qu'il a diminué dans le BTP (-16), des services aux entreprises (-11) et dans l'industrie (-10).
Sathonay est attenant à la zone industrielle PERICA (Rillieux/Caluire), qui héberge des entreprises de taille plus importante, par exemple BPCE-IT (ex. Arpège, GIE Informatique du Groupe Caisse d'épargne), Contitech-Anoflex ou Lejaby. Perica totalise 5 000 emplois au sein de 298 entreprises. Certaines entreprises de Sathonay adhèrent d'ailleurs à l'association PERICA, qui vise à fédérer les entreprises du plateau "Rillieux-Caluire-Sathonay".

## Culture locale et patrimoine

### Lieux et monuments

#### Patrimoine religieux catholique
Au début du XXe siècle, l'autorité militaire mit au service des habitants de Sathonay la chapelle des soldats.
Cette chapelle étant devenue trop petite, une souscription est lancée en 1933.
L'année suivante, en juin 1934, a lieu la bénédiction de la crypte, sur laquelle devait s'élever, plus tard, l'église proprement dite.
Finalement, cette église n'ayant jamais été construite, c'est la crypte qui devint l'actuelle église Saint-Laurent.

## Galerie

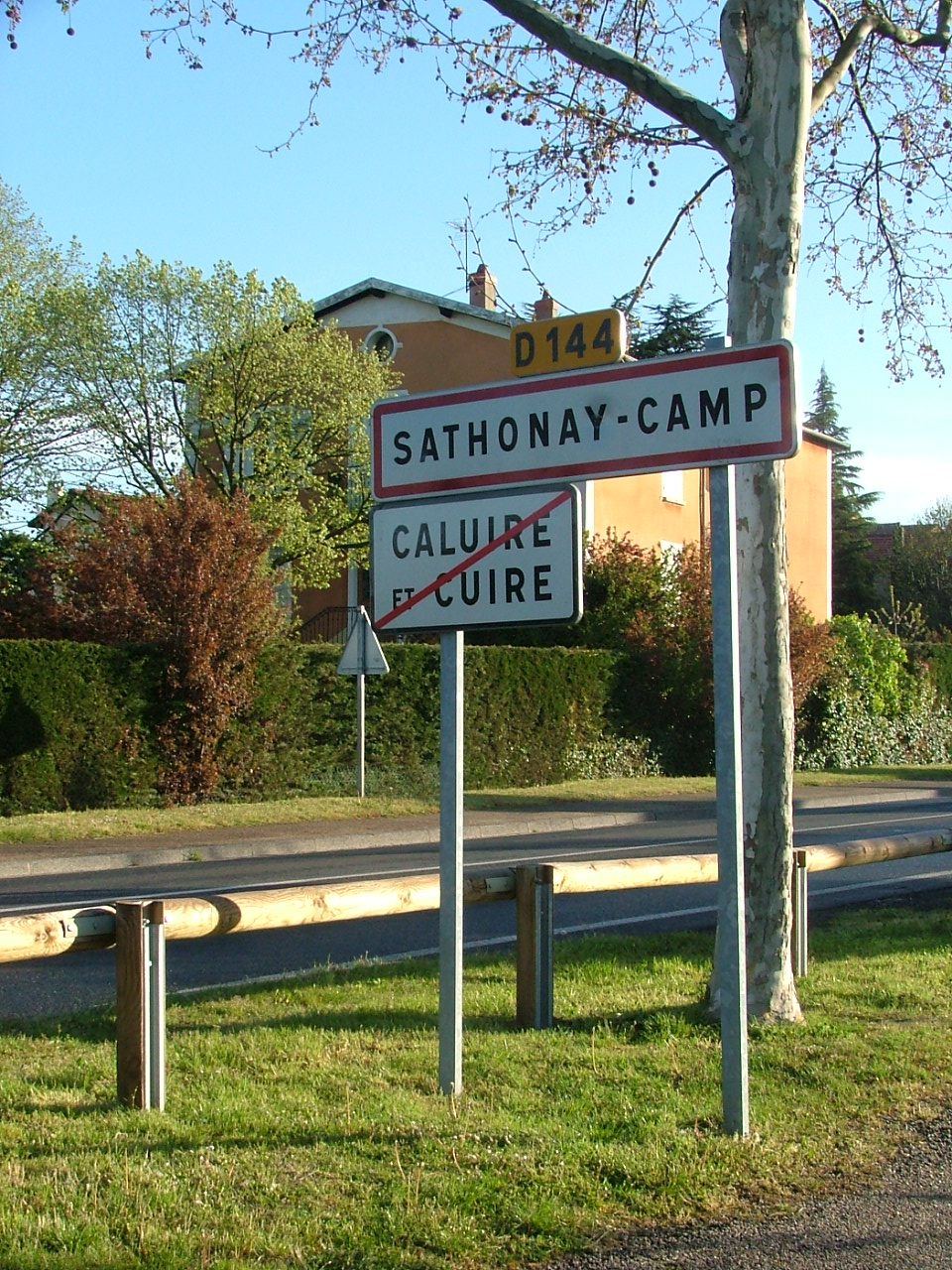
Une des entrées de la ville.
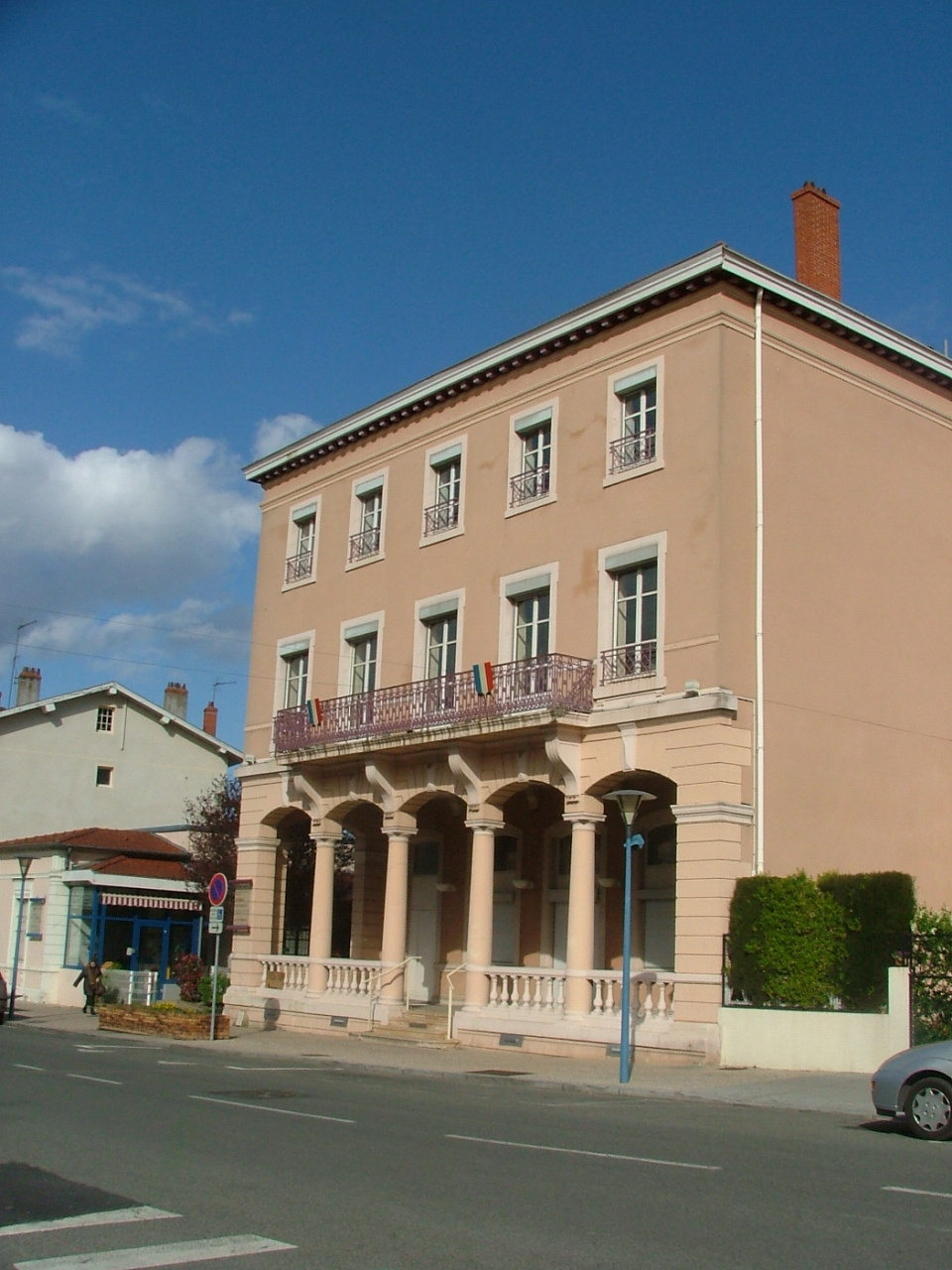
Hôtel de la Chapelle (Espace culturel associatif).
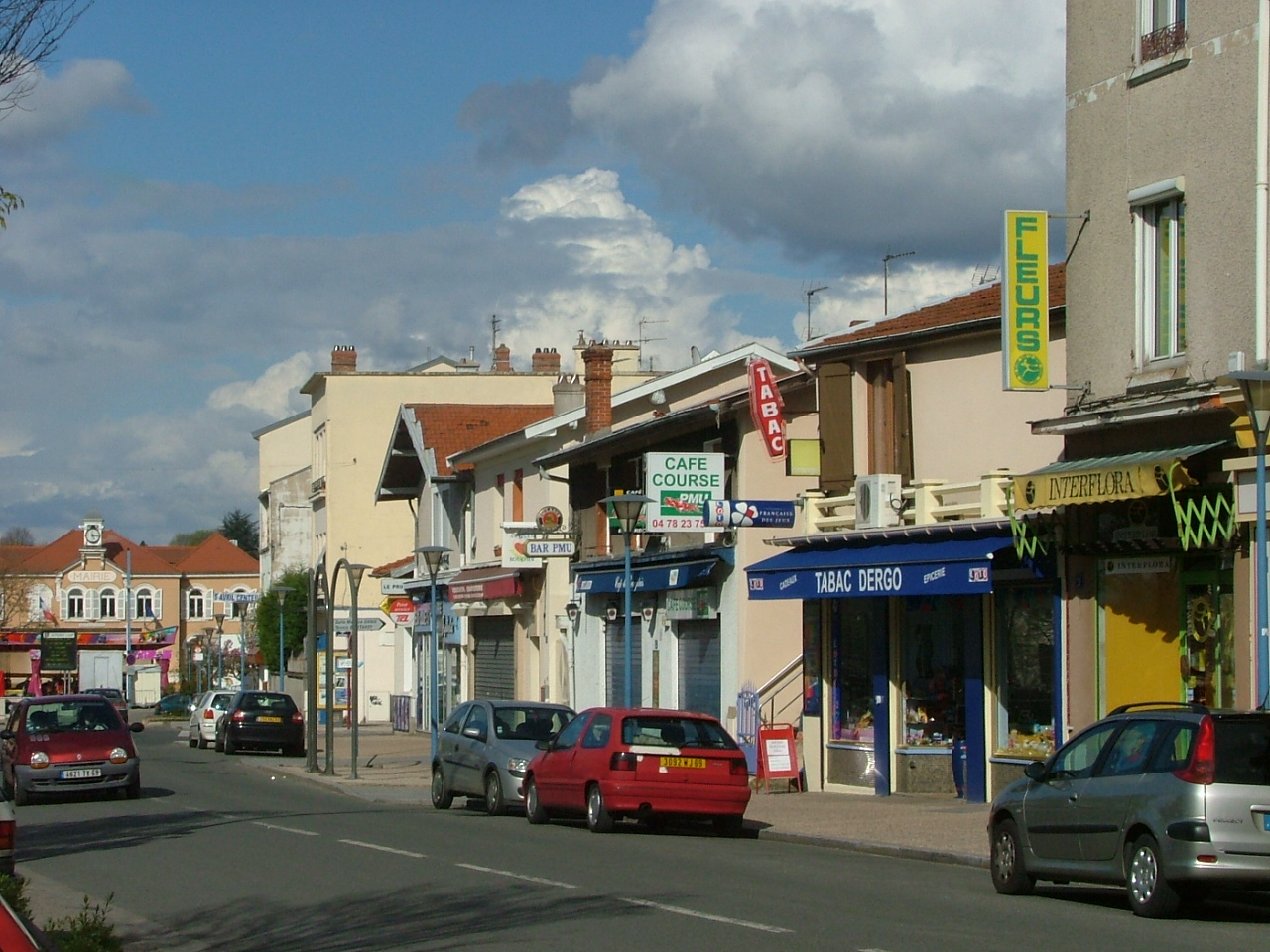
Le boulevard Castellane et ses commerces.
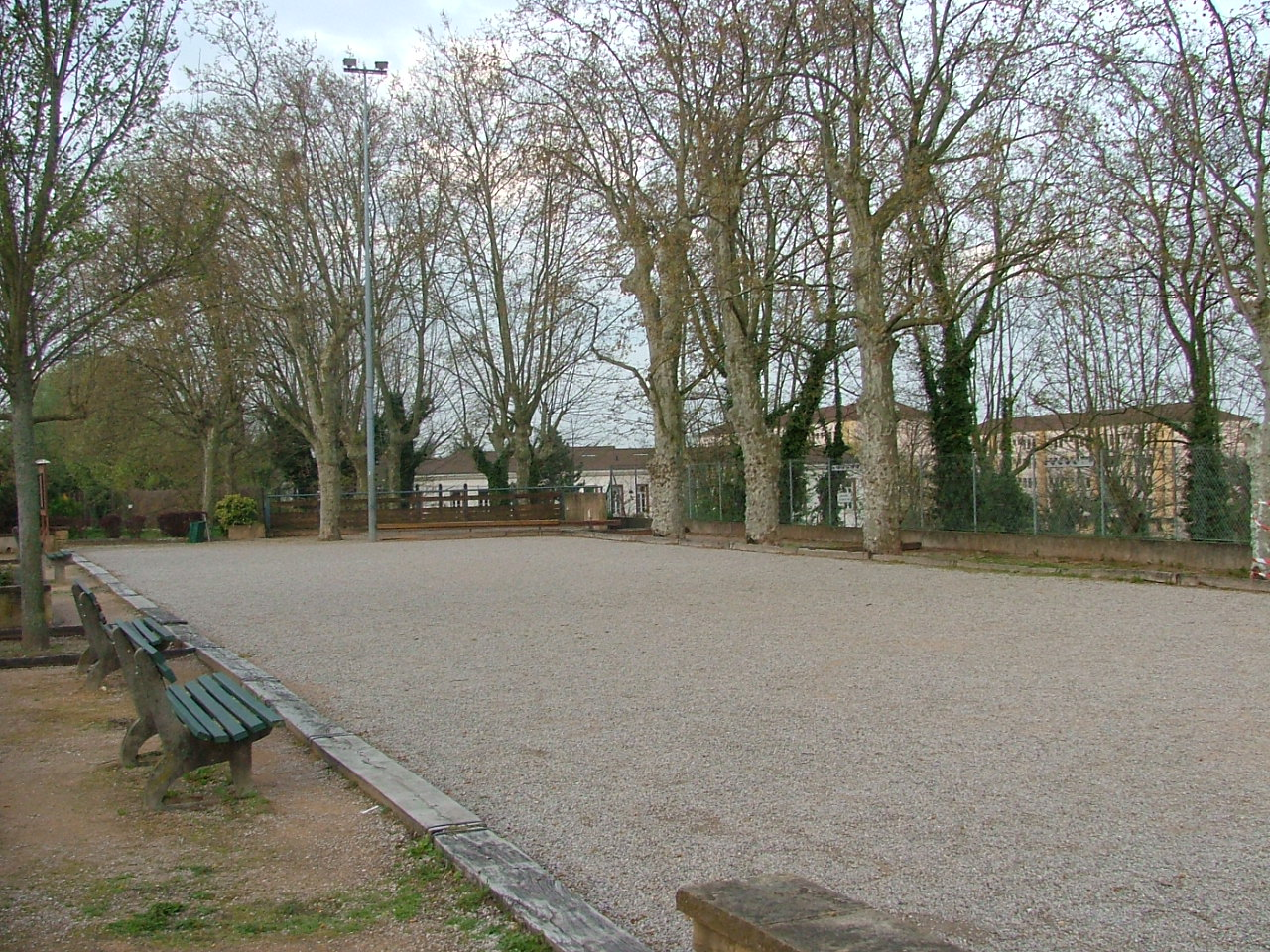
Le terrain de pétanque, les bâtiments du camp militaire sont en arrière-plan.
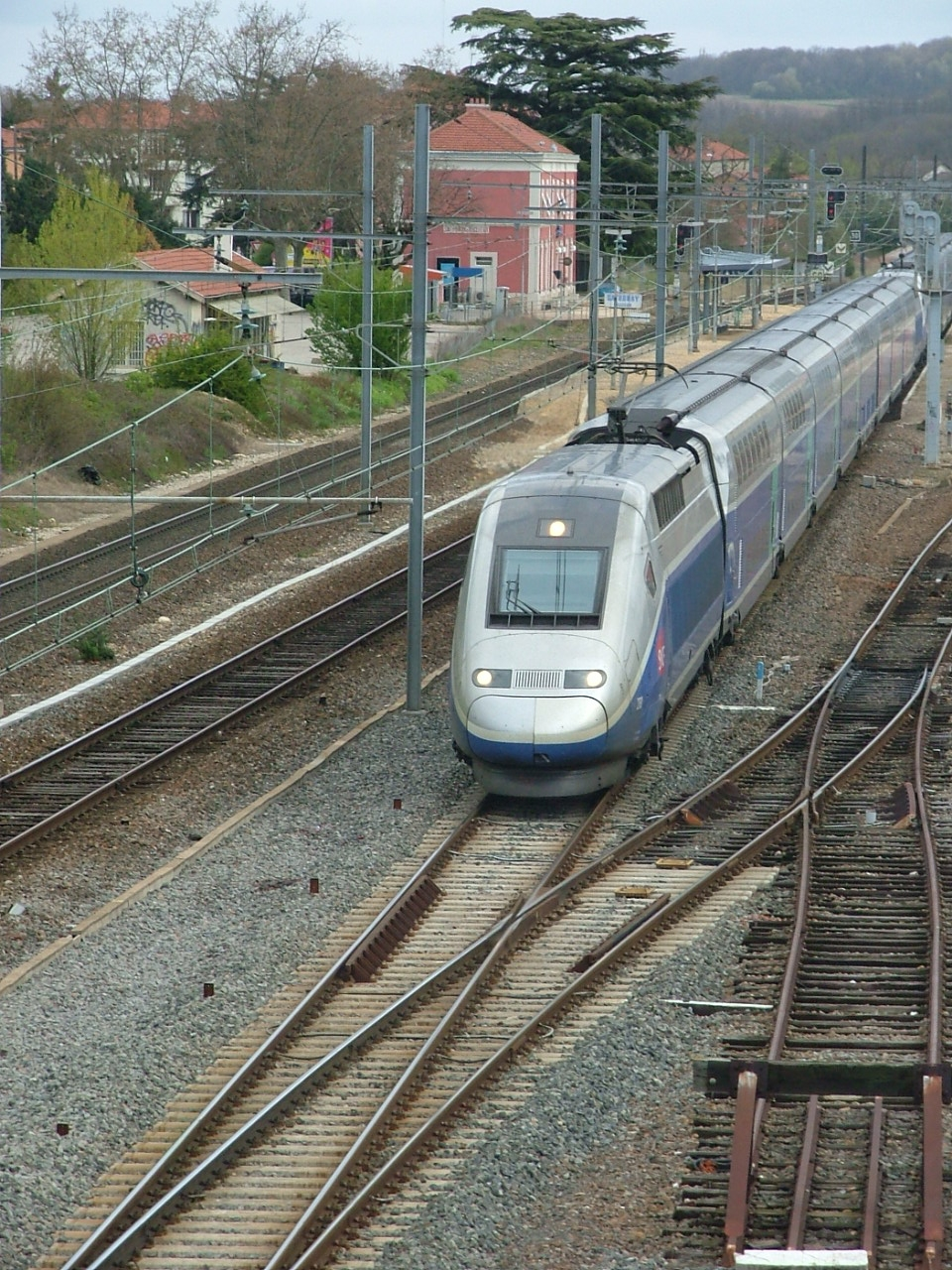
Le TGV de passage à Sathonay-Camp.